# Premier président de la Cour de cassation
Le Premier président de la Cour de cassation (ou Première présidente de la Cour de cassation) est la personne qui dirige la Cour de cassation d’un pays.